# Жмудче
Жмудче (укр. Жмудче) — село в Голобской поселковой общине Ковельского района Волынской области Украины.
Код КОАТУУ — 0722188004. Население по переписи 2001 года составляет 354 человека, а в 2024 году составляет 224 человека. Почтовый индекс — 45090. Телефонный код — 3352. Занимает площадь 1,329 км².